# Brač
Brač (Bretia ou Brattia em latim; Brazza em italiano e Bratz em alemão) é uma ilha do Mar Adriático que fica na Croácia. Possui cerca de 396 km² sendo a terceira maior do mar Adriático e a maior da Dalmácia. A ilha tem 13.000 habitantes e a maior cidade é Supetar com mais de 3.500 habitantes.